# Mot creuat
Un mot creuat o mot maleta és una paraula artificial feta formada per truncament i combinació de dos termes diferents que formen una nova paraula. El Diccionari de la llengua catalana de l'Institut d'Estudis Catalans el considera una varietat d'acrònim.
Un exemple de mot creuat seria boirum, obtingut a partir de boira i fum. A vegades, un dels elements s'agafa sencer, seria el cas de Wiki i enciclopèdia d'on surt viquipèdia, en què wiki es manté inalterat (després d'una regularització ortogràfica), mentre que enciclopèdia s'ha reduït a pèdia. També pot passar que els dos elements comparteixin alguns sons, sense repetir-los. Seria el cas d'informàtica derivat d'informació automàtica, amb la síl·laba mà compartida.
El mot creuat es diferencia de la composició gramatical, en el fet que, en aquest segon cas, les dues paraules (o un prefix i una paraula) romanen senceres, tret d'una eventual elisió d'un fonema: tallafoc, portaavions són mots compostos; mòdem, en canvi, fet a partir de modulador i demodulador) és un mot creuat. Porta i avions poden aparèixer separats i continuen tenint sentit, cosa que no és el cas de mod i dem en mòdem o pèdia en viquipèdia. També cal diferenciar-la de la contracció gramatical, que en català s'esdevé en l'aglutinació de les preposicions a, de i per i del mot ca, sinònim de casa, amb l'article masculí (al, del, pel, cal), així com de l'apostrofació: l'home, d'avui, dona'm). La diferència fonamental és que un mot creuat té un significat nou; en canvi, en una contracció o en l'apostrofació es manté el significat dels mots originaris.
Per a referir-se a aquest concepte en anglès, en el seu llibre A través del mirall (Through the Looking-Glass, la seqüela d'Alícia en terra de meravelles) (1871), Lewis Carroll va fer servir el mot portmanteau. És en l'escena en què Humpty Dumpty explica a Alícia com es formen les paraules inusuals en Jabberwocky per a significar el fenomen. Portmanteau és un mot compost d'origen francès: porter, portar, i manteau, abrics, roba. En canvi, en francès es fa servir mot-valise ('paraula maleta').

## Exemples
Els mots creuats apareixen en diverses llengües, tot i que són més freqüents en anglès. Molts mots creuats del català provenen de neologismes anglosaxons: 
| Llengua | Combinació                                               | Mot creuat         |
| ------- | -------------------------------------------------------- | ------------------ |
| Català  | boira i fum                                              | boirum             |
| Català  | poder i voler                                            | poler              |
| Català  | català i espanyol                                        | catanyol           |
| Català  | cicle i electró                                          | ciclotró           |
| Català  | gir i electró                                            | girotró            |
| Català  | informació automàtica                                    | informàtica        |
| Català  | neologisme i biblioteca                                  | neoloteca          |
| Català  | sincronitzat i electró                                   | sincrotró          |
| Llatí   | sine nobilitatem (sense noblesa, espuri)                 | snob (esnob)       |
| Anglès  | Bombai i Hollywood                                       | Bollywood          |
| Anglès  | information (informació) i entertainment (entreteniment) | infotainment       |
| Anglès  | modulator (modulador) i demodulator (desmodulador)       | mòdem              |
| Anglès  | motor hotel (hotel del motor)                            | motel              |
| Anglès  | positive electron (electró positiu)                      | positron (positró) |
| Anglès  | smoke (fum) i fog (boira)                                | smog (boirum)      |
| Anglès  | Spanish (castellà) i English (anglès)                    | Spanglish          |
| Anglès  | transconductance varistor                                | transistor         |
| Francès | courrier électronique                                    | courriel           |
| Alemany | Demokratie (Democràcia) i Diktatur (Dictadura)           | Demokratur         |
| Alemany | Deutsch (alemany) i Englisch (anglès)                    | Denglisch          |

Per tal de posar un nom a determinats territoris que no en tenien, s'ha recorregut sovint a la creació d'un mot creuat. El territori pot tenir caràcter físic —com en el cas de la península Delmarva (un mot creuat fet a partir del nom dels tres estats que hi tenen territori: Delaware, Maryland i Virgínia, abreujat VA)—, ser un estat de nova creació —com el Pakistan (Panjab, Província afganesa, Kashmir, Sind i Balutxistan) o Tanzània (Tanganyika i Zanzíbar)— o bé ser una unió d'estats, com el Benelux (Bèlgica, Nederland —els Països Baixos— i Luxemburg). En alguns casos, com en el cas de la i de Pakistan, s'hi poden introduir vocals sense significat, per tal de facilitar la pronunciació del mot resultant. A Catalunya, el sistema s'ha utilitzat en alguns casos per a la denominació d'un municipi a partir del nom dels seus nuclis, com en l'actual nom oficial Forallac (Fonteta, Peratallada i Vulpellac), i l'antic nom, actualment no oficial, Torreflor (Torrefeta i Florejacs).
Els mots creuats també són molt habituals en la formació de pseudònims artístics, com en el cas de Tísner (Avel·lí Artís i Gener), Cassen (Cast Sendra) o Jobacasén (Joan Baptista Cabré Sendrós), així com en la creació del nom propi d'entitats de caràcter institucional o empresarial. Com a exemples del primer cas, podem esmentar Caltech (Institut Tecnològic de Califòrnia, en anglès California Institute of Technology), o els identificadors escurçats, de l'estil de GenCat (Generalitat de Catalunya), Meteocat (Servei Meteorològic de Catalunya), Inuncat (Pla especial d'emergències per a inundacions a Catalunya), CatRàdio (Catalunya Ràdio), etc. Com a exemples de l'ús comercial (empreses, botigues, productes, etc.), tenim Caprabo (a partir del cognom dels fundadors: Pere Carbó, Jaume Prat i Josep Botet), Jazztel (Jazz, telèfon), Seur (Servei urgent), Banesto (Banco Español de Crédito), Incadent (Institut Català Dental), etc.
També és habitual de crear-ne a l'hora de fer adreces de correu electrònic, tant en l'identificador de l'usuari com en el servidor, per exemple gmail (Google mail, en català, correu de Google).